# Elly Tamminga
Ella Henriëtte (Elly) Tamminga (Amsterdam, 14 december 1896 – Bussum, 17 september 1983) was een Nederlands kunstschilder en ondernemer. Haar vader, Cornelis Tamminga (1865–1928), had de naam van zijn moeder, Van Eysinga, aan zijn achternaam toegevoegd – hierdoor wordt Elly ook wel aangeduid als Elly Tamminga van Eysinga, of als Elly Eysinga-Tamminga.

## Jeugd
Tamminga had een oudere zuster, Willy Barendina (1893–1975), en groeide op in Amsterdam. Hun vader was directeur van de in 1883 opgerichte Maatschappij Amsterdams Goederenvervoer die onder zijn bewind een grote bloei beleefde, waardoor de jonge Elly in welstand opgroeide. Haar moeder, Wilhelmina Catharina Petronella Berendina van Oort (1868–1945), was lid en later voorzitter van de afdeling Bussum van de Nederlandsche Vrouwenbond voor Vrede en Vrijheid. Zij speelde ook een rol in de wereld van de zwemsport en was erelid van de Amsterdamse zwemclub HDZ (Hollandse Dames Zwemclub, 1886-1926).
Tamminga doorliep de HBS en behaalde daarna de lagere akte Tekenen. Van 1915 tot 1919 kreeg zij les aan de Rijksakademie van beeldende kunsten in Amsterdam. Haar leermeesters waren voornamelijk Jan Bronner en Antoon Derkinderen. Op deze akademie ontmoette zij Lou Loeber, met wie zij langdurig bevriend werd. Ook kreeg zij in die tijd kennis aan Karel Luberti (1893–1979), een politiek en maatschappelijk geëngageerd essayist, vertaler en schilder, die leefde en werkte onder het pseudoniem Toon Verhoef. Luberti werd later zelfs haar levenspartner, en hij oefende met zijn socialistische kunstopvattingen beduidend invloed op haar uit.

## Loopbaan
Tamminga nam in 1919 deel aan de Johan Gosschalk-prijs, waarna door de academie haar schilderij werd aangekocht – dit markeert tevens het einde van haar periode in Amsterdam en op de academie. In 1920 verhuisde het gezin naar Bussum en betrok daar een huis aan de Lindenlaan. Moeder Wilhelmina werd vicevoorzitter van de plaatselijke afdeling van de Nederlandsche Vereniging van Huisvrouwen. In 1923 verhuisden zij naar een villa die tegenwoordig bekend staat als De Wingerd, aan de Meerweg. In 1926 werden Elly Tamminga en haar zuster Willy aangesteld als gedelegeerd commissarissen van hun vaders Maatschappij Amsterdams Goederenvervoer. Na diens dood (twee jaar later) namen zij de leiding van dit bedrijf daadwerkelijk over. Samen met Willy's echtgenoot, Ir. J.G. de Voogt, vormde Elly Tamminga de Raad van Bestuur. Zij erfde de villa – haar zus woonde in Den Haag, waar zij praktijk hield als advocaat en procureur.
Tamminga had haar eerste expositie in 1924, in Welwyn Gardens (40 km benoorden Londen), samen met Lou Loeber, Toon Verhoef (Karel Luberti) en de Engelse schilder Claude Flight. Later dat jaar volgde een solotentoonstelling in "Zaaltje Heystee" te Bussum. Eveneens in 1924 maakte zij een dubbelportret van zichzelf en 'Toon Verhoef'. Volgens Loebers Herinneringen is Tamminga lid geweest van de in 1927 opgerichte Socialistische Kunstenaars Kring (SKK), die beoogde 'de socialistische gedachte in de kunstuitingen van onze tijd te bevorderen'. Leden waren artistieke geestverwanten zoals Peter Alma, Fré Cohen, Hendrik Johan Melgers en Lou Loeber, alsmede schrijvers zoals Henriëtte Roland Holst, A.M. de Jong en Willem van Iependaal. In 1929 kreeg de socialistische voorman Franc van der Goes ter gelegenheid van zijn zeventigste verjaardag een portret van hemzelf aangeboden dat gemaakt was door Elly Tamminga – dit illustreert haar neiging om zich te profileren als socialistisch kunstenaar. In 1930 werd werk van Tamminga getoond op een grote groepstentoonstelling van de SKK in Amsterdam. De SKK, die zich onder meer opstelde als een soort kunstenaarsvakbond, werd in 1934 opgeheven.
Tamminga bleef betrekkelijk onbekend, doordat zij niet in, maar naast de belangrijkste kunststromingen van de eerste helft van de twintigste eeuw werkte. Zij was aanvankelijk geïnspireerd door het kubisme, maar ontwikkelde later een eigen stijl.
Naast de schilderkunst beoefende Tamminga ook architectuur. Zij ontwierp onder meer enkele landhuizen en woningen, alsmede werkplaatsen voor een automobielbedrijf in Den Haag.

## Haar latere leven
Tamminga leidde een teruggetrokken bestaan. Na de Tweede Wereldoorlog trok haar oude vriend en levenspartner Karel Luberti bij haar in. Haar na-oorlogse landschappen en portretten zijn voornamelijk in Zuid-Frankrijk en Italië gesitueerd. Eind jaren 1960 meldde Tamminga dat zij al twintig jaar hoofdzakelijk in hotels in Frankrijk en Italië exposeerde en ook dat zij veel werk naar het buitenland verkocht, onder meer Australië, Indonesië, Zwitserland en Italië. In 1979 stierf Karel Luberti. Kort voor zijn dood was Elly Tamminga opgenomen in een verpleeghuis in Bussum. Vier jaar later overleed ook zij.
Tamminga's werk is nauwelijks in musea aanwezig, alleen in het Centraal Museum in Utrecht. Daardoor is zij bij het grote publiek onbekend. Na haar dood bleek dat zij ongemerkt steeds had doorgewerkt – in haar dertien kamers tellende Bussumse villa bevonden zich tegen de 1100 schilderijen, tekeningen en linosneden. Bij gebrek aan erfgenamen verviel haar gehele artistieke nalatenschap aan de Vereniging Rembrandt – deze heeft het grafisch werk overgedragen aan het Rijksprentenkabinet in Amsterdam, en de ongeveer honderd schilderijen aan het Provinciehuis van Overijssel in Zwolle.